# Список участников Австралийской антарктической экспедиции
Список участников Австралийской антарктической экспедиции (1911—1914 годов) под началом Дугласа Моусона. Включает временных членов экспедиции и судовой команды.

## Судовой отряд (Команда «Авроры»)

### Офицерский состав
1. Джон Кинг Дэвис — капитан корабля, заместитель начальника экспедиции[1].
2. Ф. Флетчер — первый помощник капитана в сезон 1911—1913 года[2].
3. Джон Блэйр — первый помощник капитана в сезон 1913—1914 года[3].
4. Персиваль Грэй — второй помощник капитана[4].
5. Кларенс Петерсен де ла Мотт — третий помощник капитана[5].
6. Ф. Джиллис — старший механик[6].

### Рядовой состав
Список составлен Тимом Толли (Центр Моусона, Австралия). Он показывает огромную текучесть рядовых членов команды, вынужденных служить в тяжёлых полярных условиях за маленькое жалованье (в среднем — 5 фунтов в месяц). Если известно имя, оно приводится в полной форме.
- Адамс Э. Матрос в сезон 1911—1912 годов.
- Андерсон, Енох. Кочегар в сезон 1913—1914 годов.
- Бакстер, Джеймс. Кочегар. Нанят на период с 2 по 18 сентября 1912 года.
- Бетелл, Кук. Матрос. Нанят на период с 4 августа по 3 сентября 1911 года.
- Беверли А. Третий механик, нанят на период с 9 октября 1913 по 19 марта 1914 года.
- Блэйк Дж. Кочегар, нанят на период с 10 сентября 1913 по 28 февраля 1914 года.
- Бойс У. Стюард, нанят на 8 дней с 23 апреля по 5 мая 1912 года.
- Брэдли Р. Матрос, нанят на период с 1 ноября 1912 по 19 марта 1913 года.
- Бриггс С. Юнга.
- Брукс Х. Юнга.
- Бёрни Ф. Кочегар с 4 августа по 8 ноября 1911 года.
- Доусон А. Матрос, нанятый в Литтелтоне на период апреля — августа 1912 года.
- Доббс С. Матрос в сезон 1913 года.
- Доэрти Дж. Матрос в сезон 1913—1914 года.
- Де Мэй А. Матрос. Нанялся в Хобарте 5 ноября 1913 года, уволился 19 ноября.
- Десмонд Ф. Матрос в сезон 1911—1912 года.
- Доббс Ч. Кок, нанимаемый на месяц в сезон 1912 и 1913 годов.
- Доддс, Эдвард. Кочегар в сезон 1911—1912 года.
- Доэрти Дж. Лётчик, пилот аэросаней в сезон 1912—1914 годов.
- Дойл У. Кочегар, нанятый на 3 месяца в 1911 году.
- Эрексон Э. Матрос, нанятый для перехода из Аделаиды в Хобарт в 1914 году.
- Эванс Ф. Механик, нанятый на период августа — ноября 1911 года.
- Фифут Э. Главный кок в сезон 1911—1912 года.
- Флетчер, Фрэнк. Боцман в сезон 1912—1913 года.
- Фоли М. Матрос в сезон 1913—1914 года.
- Фолвик, Андрес. Матрос, нанятый на сентябрь — октябрь 1913 года.
- Форбс, Джеймс. Матрос, самый опытный антарктический мореход в команде (участвовал в китобойной экспедиции Данди в 1892—1893 годах), специально нанят капитаном Дэвисом за 7 фунтов в месяц. Работал в экспедиции в сезон 1911—1913 годов, участвовал в обоих кругоантарктических плаваниях «Авроры».
- Фрице, Макс. Второй механик в сезон 1913—1914 года.
- Гиббон С. Второй стюард в сезон 1912—1913 года.
- Годдард Х. Второй стюард в сезон 1913—1914 года.
- Хэкуорт Ч. Матрос в сезон 1912—1913 года.
- Хансен Й. Работал в сезон 1913—1914 годов, в том числе в феврале — марте 1914 года исполнял обязанность офицера.
- Харди, Артур. Кочегар в сентябре — ноябре 1913 года.
- Харрисон, Чес. Секретарь и делопроизводитель, дважды нанимаемый на неделю в сентябре — октябре 1913 года.
- Эсо С. Нанимался коком на два дня в апреле 1912 года.
- Хауган С. Нанят в апреле 1912 года кочегаром, в мае повышен до механика, уволился в августе.
- Хоар, Джордж. Стюард, исполнял также обязанности кока в сентябре — ноябре 1911 года.
- Джосс, Лесли. Матрос в сезон 1911—1912 годов.
- Кемпбелл Р. Второй механик при переходе из Аделаиды в Хобарт.
- Кроссли Дж. Кочегар с 4 ноября 1911 по 15 марта 1912 года.
- Кумб Х. Кочегар в ноябре 1911 — марте 1912 года.
- Купер У. Стюард.
- Корнер, Гарри. Второй механик в августе 1911 — сентябре 1912 года.
- Коррел, Перси. Ассистент профессора Т. Дэвида (Мельбурн). Совершил плавание в 1913—1914 годах во время спасательной операции.
- Келли Д. Матрос, прослужил всего 7 дней в ноябре 1913 года.
- Колер Э. Матрос в сезон 1912—1913 года.
- Кайм Дж. Кок в сезон 1913—1914 года.
- Лидьярд, Томас. Матрос в сезон 1913—1914 года.
- Линкольн Б. Матрос в сезон 1912—1913 года.
- Лох Э. Нанят на 7 дней в апреле 1912 года.
- Макартур П. Третий механик в сезон 1911—1913 года.
- Макграт Б. Матрос в сезон 1911—1912 года. 1 апреля 1912 года получил тяжёлую травму, списан на берег с вознаграждением в 111 фунтов 10 шиллингов с отказом от всех претензий, запись о чём была внесена в судовой журнал.
- Макклур, Фрэнк. Кок в сентябре — октябре 1912 года.
- Макмагон, Томас Персиваль. Старший стюард в сезон 1911—1912 года
- Макфриц. Второй механик в сезон 1913—1914 года.
- Маккензи Х. Механик, нанятый в Англии на месяц в июне 1911 года.
- Макнис (или Макпис), Освальд[Прим 1]. Матрос, участвовавший во всех плаваниях «Авроры» (уходил на берег с марта по сентябрь 1913 года).
- Мар Дж. Матрос в сезон 1913—1914 года.
- Мэндерс Х. Второй механик в сентябре — октябре 1913 года.
- Мартин Ч. Матрос в сентябре — октябре 1913 года.
- Марк Э. Кок в июле — сентябре 1912 года.
- Максфилд Э. Второй механик в сезон 1913—1914 года.
- Мод Дж. Кочегар в сезон 1914 года.
- Моррисон У. Матрос. Нанят в Англии, участвовал в переходе из Кейптауна в Хобарт в 1911 году.
- Понд Э. Матрос в июле — ноябре 1911 года.
- Морт, Джейкоб. Кочегар в сезон 1913—1914 года.
- Оффин Дж. Матрос в сезон 1913—1914 года.
- Пирс, Данкан. Боцман в сезон 1911—1912 года.
- Пил, Патрик. Нанят на 9 дней в мае 1912 года.
- Пентони Э. Второй стюард в июле — августе 1912 года.
- Петтит Л. Второй стюард в сезон 1911—1912 года
- Пиггот, Клиффорд. Старший кок. Прослужил 6 дней.
- Поуп У. Плотник, нанятый на август — ноябрь 1911 года.
- Поттер Дж. Матрос. Нанялся 4 ноября 1913 года, дезертировал в Мельбурне 11 ноябре.
- Рейд, Джон. Кочегар, нанятый на переход из Аделаиды в Хобарт.
- Ролер А. Кочегар в сезон 1912—1913 года. Получил компенсацию за лечение в размере 35 фунтов 13 шиллингов.
- Ройял О. Старший стюард, нанятый на неделю в 1912 году.
- Рашфорт Дж. Матрос, нанятый для перехода из Кардиффа в Кейптаун.
- Раст Дж. Кок в сезон 1911—1912 года.
- Райм Л. Кок в сезон 1913—1914 года.
- Салиба Дж. Кок в апреле — июле 1912 года.
- Шрёдер А. Матрос в сезоны 1911—1913 годов.
- Саймонсон Ч. Матрос в августе — ноябре 1911 года.
- Смит Дж. Матрос в августе — ноябре 1911 года.
- Салливан У. Боцман в июле — ноябре 1911 года.
- Тэйлор Г. Матрос в сезон 1912—1913 года.
- Тэйлор Г. Р. Кочегар в сезон 1912—1913 года.
- Тэйлор Т. Кок в августе — ноябре 1911 года.
- Томпсон Э. Кочегар, далее повышен до помощника механика. Служил в сезоне 1912—1913 года.
- Тучер Н. Боцман, нанят в Кардиффе в 1911 году. Уволился в Хобарте в марте 1912 года.
- Виндже Л. Матрос в сезон 1912—1913 года.
- Виллем Ватершут Ван дер Грахт — геолог и фотограф, независимый исследователь. Проводил самостоятельные исследования на Огненной Земле, посетил Землю Грейама с китобойной экспедицией. Имел геологическое образование, хороший картрограф. В Австралийской экспедиции участвовал в сезон 1912—1913 года.
- Уиттл Д. Второй стюард в мае — июле 1912 года.
- Вигселл Х. Матрос в сезон 1911—1912 года. Дезертировал на два месяца в октябре — декабре 1911 года.
- Уильямс Г. Второй стюард в сезон 1912—1913 года. В сезон 1913—1914 года повышен до старшего стюарда.

## Отряд острова Маккуори
1. Джордж Фредерик Эйнсворт — начальник партии на острове Маккуори, метеоролог[8].
2. Лесли Рассел Блейк — геолог, картограф[9].
3. Гарольд Гамильтон — биолог[10].
4. Чарльз Санделл — радист, механик[11].
5. Артур Сойер — радист[12].

## Основной зимовочный отряд (Мыс Денисона, Земля Адели)
1. Дуглас Моусон — начальник экспедиции, геолог[13].
2. Эдвард Бейдж — астроном, помощник магнитолога[14].
3. Сесил Мадиган — метеоролог[15].
4. Бельграв Ниннис — каюр. Погиб вместе со всей собачьей упряжкой 14 декабря 1912 года при падении в ледниковую трещину[16].
5. Ксавье Мерц — швейцарский лыжник и альпинист, каюр. Скончался после тяжёлой болезни 7 января 1913 года во время санного похода[17].
6. Арчибальд Маклин — врач, бактериолог[18].
7. Фрэнсис Бикертон — механик из команды аэросаней[19].
8. Альфред Ходжман — картограф[20].
9. Фрэнк Хёрли — фотограф и кинооператор[21].
10. Эрик Уэбб — старший магнитолог[22].
11. Перси Корелл — механик, ассистент при научных наблюдениях[23].
12. Джон Хантер — биолог, работал в сезон 1911—1912 года[24].
13. Чарльз Лезерон — ассистент биолога, препаратор, чучельник[25].
14. Фрэнк Стилуэлл — геолог[26].
15. Герберт Мёрфи — квартирмейстер[27].
16. Уолтер Ханнам — механик, радист[28].
17. Джон Клоуз — ассистент биолога в сезон 1911—1912 года[29].
18. Лесли Уэттер — врач в сезон 1911—1912 года[30].
19. Сидни Джефрис — радист в сезон 1913—1914 года. Из-за психического расстройства в июле 1913 года был отстранён от обязанностей[31].

## Западная санная партия
1. Фрэнк Уайлд — начальник партии, лыжник, каюр[32].
2. Эндрю Уотсон — геолог[33].
3. Сидни Джонс — врач[34].
4. Чарльз Гаррисон — биолог. Единственный женатый участник Западной партии. В 1914 году пропал без вести во время похода на рыболовном исследовательском судне «Эндевор»[35].
5. Мортон Мойес — метеоролог[36].
6. Александр Кеннеди — магнитолог[37].
7. Чарльз Ходли — геолог[38].
8. Джордж Дауэрс — картограф[39].

## Комментарии
1. ↑  Подписывался в документах и как McNeice, и как McPiece.

## Источник
- Home of the Blizzard: the Australian Antarctic Expedition (англ.). Australian Antarctic Division. Дата обращения: 18 января 2014.